# Плакидис, Петерис
Пе́терис Густа́вович Пла́кидис (латыш. Pēteris Plakidis; 4 марта 1947 года, Рига, Латвийская ССР, ныне Латвия — 8 августа 2017 года, там же) — советский и латвийский композитор, дирижёр, пианист и педагог. Народный артист Латвийской ССР (1990).

## Биография
Учился в Музыкальной школе имени Эмиля Дарзиня. В 1970 году окончил Латвийскую консерваторию по классу композиции Яниса Иванова и Валентина Уткина. В 1975 году там же окончил аспирантуру и стал преподавать в альма-матер, где в 1991 году становится профессором композиции. Выступает как пианист и дирижёр. В 1969—1974 годах — музыкальный директор Латвийского национального театра. Писал музыку для кино и театра. Автор песен и романсов на стихи Иманта Зиедониса, Лаймониса Камары, Мариса Чаклайса и других латышских поэтов. Занимался обработкой народных песен.
Был женат на оперной певице Майе Кригена.

## Сочинения
- поэма для хора и симфонического оркестра «Стрелок» (на стихи Витаутаса Людены и народные, 1970; 2-я ред. 1972)
- «Легенда» для симфонического оркестра (1976)
- концерт для фортепиано и симфонического оркестра (1975)
- «Музыка» для фортепиано, струнного оркестра и литавр (1969)
- «Прелюдия» и пульсация для квинтета духовых инструментов (1975)
- концерт для группы солистов и симфонического оркестра «Перекличка» (1977)
- «Песнопение» для оркестра (1986)
- симфония для хора a cappella «Обречённость» (1986)
- трио для фортепиано, скрипки и виолончели (1966)
- соната для фортепиано № I (1965)
- соната для фортепиано № II (1968)
- концерт-баллада для 2-х скрипок, фортепиано и струнного оркестра (1984)
- 2 эскиза для гобоя (1975)
- лирический цикл для меццо-сопрано, флейты, гобоя, кларнета и контрабаса (на стихи Лаймы Ливены и Кнутса Скуениекса, 1973)
- инвенция «Квинты» для двух фортепиано (1976; посвящена Норе Новик и Раффи Хараджаняну)
- пастораль для двух фортепиано (1979)
- вариация на тему латышской пьесы для двух фортепиано (1987; посвящена Норе Новик и Раффи Хараджаняну)

## Награды
- 1969 — диплом Всесоюзного конкурса молодых композиторов («Музыка для фортепиано, струнного оркестра и литавр»)
- 1982 — Заслуженный артист Латвийской ССР
- 1976 — премия Ленинского комсомола Латвии
- 1990 — Народный артист Латвийской ССР
- 1996 — Большая музыкальная награда Латвии
- 2006 — Почётная грамота Кабинета Министров Латвии[1]